# رود تلغر
رود تلغر (به قزاقی: Talgar) یک رود در قزاقستان است که در استان آلماتی واقع شده‌است.